# Venceremos (Estados Unidos)

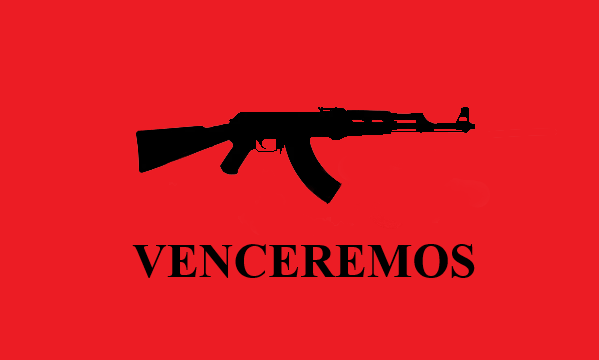
Bandeira do grupo político venceremos (Foto: Reprodução)

Venceremos foi um grupo político americano de extrema esquerda e principalmente chicano ativo na área de Palo Alto, Califórnia, de 1969 a 1973.

## História
Katerina Del Valle foi sua presidente.  Em 1971 eles se juntaram a uma facção da organização maoísta União Revolucionária (RU), liderada por H. Bruce Franklin . A Venceremos favoreceu uma estratégia militante baseada na guerra de guerrilha urbana prolongada. De acordo com Franklin, "... esses coletivos estiveram fortemente envolvidos na organização da juventude dentro das comunidades proletárias brancas, na organização de fábricas e nas lutas anti-imperialistas nos Campi. A nova organização era diversa e incluía militantes negros, chicanos e brancos, e bastante militante."
Venceremos defendeu publicamente a autodefesa armada dos cidadãos, o controle comunitário da polícia e a reforma do sistema prisional. Para esses fins, os membros do grupo se engajaram em uma série de atividades legais, como trabalhar para educar prisioneiros e defender os manifestantes da Guerra do Vietnã . O objetivo final declarado da organização era a derrubada do governo. Em 1970, Venceremos abriu sua própria faculdade comunitária em uma loja de Redwood City que durou até ficar sem dinheiro dois anos depois. O governo dos Estados Unidos considerou Venceremos uma séria ameaça, como visto no relatório de 202 páginas do Comitê de Segurança Interna da Câmara "America's Maoists: the Revolutionary Union, the Venceremos Organization" em 1972.
Venceremos frequentemente participava das reuniões do Conselho Municipal e do Conselho Escolar em Palo Alto com uma agressividade verbal raramente vista antes na política da cidade. O membro Jeffrey Youdelman era conhecido por gritar com os membros do conselho e apresentar petições por causas radicais de esquerda. Os membros do Venceremos também concorreram a cargos locais em Palo Alto, incluindo Jean Hobson e Jeffrey Youdelman para o Conselho Municipal e Doug Garrett para o Conselho Escolar. A Venceremos realizou comícios semanais no Lytton Plaza em Palo Alto, que eles apelidaram de "Praça do Povo". Em maio de 1971, a Divisão de Páscoa de Venceremos se afastou do centro e começou a se organizar através do sindicato United Farm Workers .
O começo do fim de Venceremos veio em 6 de outubro de 1972, quando vários de seus membros se envolveram em um assassinato que ganhou manchetes. O membro Jean Hobson estava romanticamente ligado ao preso Ronald Beaty, e Venceremos elaborou um plano para ajudar Beaty a escapar. De acordo com a polícia e Beaty, que se tornaria a principal testemunha da acusação, dois guardas prisionais desarmados estavam levando Beaty a um tribunal em San Bernardino quando seu veículo foi emboscado perto de Chino . Beaty foi libertado, mas Robert Seabok, membro do Venceremos, atirou em ambos os guardas à queima-roupa, matando Jesus Sanchez e ferindo seu parceiro George Fitzgerald. Os membros de Venceremos Hobson, Seabok, Andrea Holman Burt e Benton Burt foram nomeados por Beaty como os autores.

## Consequências
Venceremos se desintegrou sob a pressão de problemas legais, recriminações sobre o incidente com Beaty e faccionalismo geral, deixando de funcionar como uma organização em setembro de 1973. Robert Seabok foi condenado por assassinato em primeiro grau ; enquanto Jean Hobson, Andrea Holman Burt e Benton Burt foram condenados por assassinato em segundo grau . O incidente de Chino e a política interna do grupo que levou à sua dissolução são temas de um romance ambientado em 1972 intitulado The Bad Comunista por Max F Crawford . 
Em março de 1973, o militante de extrema esquerda Donald DeFreeze escapou da Prisão de Soledad e encontrou abrigo com membros ou associados de Venceremos na comuna de Peking House em Oakland . Preocupações com a vigilância policial levaram DeFreeze a ser transferido para um local de baixo perfil em Concord, onde, sob o nome de General Cinque, organizou o Exército de Libertação Simbionês com alguns ex-membros de Venceremos. O Partido Comunista dos EUA (Provisório) também tem suas origens nessa divisão de 1973.
Michael Sweeney, tornou-se o diretor da Autoridade de Resíduos Sólidos do Condado de Mendocino, mas é mais conhecido como o marido da organizadora Judi Bari, do jornal anarquista Earth First!. Em 24 de maio de 1990, uma bomba caseira explodiu sob o banco do motorista do carro de Bari enquanto ela dirigia. Jornalistas alegaram que Sweeney era o culpado. No entanto, Bari sobreviveu ao ataque e afirmou que suspeitar de Sweeney do atentado era "ultrajante". Após a resolução de 1992 do processo de Direitos Civis contra o Departamento de Polícia de Oakland e o FBI por Bari e Darryl Cherney, o jornalista Stephen Talbot revelou que ela e outras pessoas próximas a ela suspeitavam em particular de Sweeney do atentado e também o ligaram ao incêndio criminoso de um aeroporto. em Santa Rosa em 1980.
- Novo Movimento Comunista
- Exército de Libertação Simbionês